# 프라이베이트 아이즈
《프라이베이트 아이즈》(영어: Private Eyes)는 캐나다의 코미디 드라마이다.